# Øyvind Holen
Øyvind Holen (né le 4 janvier 1973 à Oslo) est un journaliste et essayiste norvégien spécialisé dans le hip hop et la bande dessinée, devenu depuis 2012 scénariste de bande dessinée. Membre depuis 2007 du comité de sélection des prix Sproing, il a rédigé de nombreuses notices sur la bande dessinée pour le Store norske leksikon.

## Distinction
- 2013 : Prix Sproing de la meilleure bande dessinée norvégienne pour Drabant t. 1 (avec Mikael Noguchi)